# Paracapperia
Paracapperia là một chi bướm đêm thuộc họ Pterophoridae.

## Các loài
- Paracapperia anatolicus (Caradja, 1920)
- Paracapperia esuriens (Meyrick, 1932)